# Liège-Bastogne-Liège 2008
La 94e édition de la course cycliste Liège-Bastogne-Liège a eu lieu le 27 avril 2008 sur une distance de 261 kilomètres. Elle a été remportée pour la deuxième fois par Alejandro Valverde, devant Davide Rebellin et Fränk Schleck.

## Présentation

### Contexte
Organisée par Amaury Sport Organisation, Liège-Bastogne-Liège fait partie des épreuves retirées du calendrier du ProTour et intègre le « calendrier historique » proposé par l'UCI en janvier.

### Parcours
Le final de la course a subi de légères modifications par rapport au tracé des années précédentes. La côte du Sart-Tilman, située auparavant à 13 kilomètres de l'arrivée, a été retirée et remplacée par la côte de la Roche aux Faucons, plus courte mais plus difficile avec une pente moyenne de 9,9 % et dont le sommet est situé à 20 kilomètres de l'arrivée. Le reste du parcours est inchangé.
- km 57.5 - Côte de Ny - 1,8 km de montée à 5,7 %
- km 82.0 - Côte de la Roche-en-Ardenne - 2,8 km de montée à 4,9 %
- km 128.0 - Côte de Saint Roch - 0,8 km de montée à 12 %
- km 172.0 - Côte de Wanne - 2,7 km de montée à 7 %
- km 178.5 - Côte de Stockeu - 1,1 km de montée à 10,5 %
- km 184.0 - Côte de la Haute-Levée - 3,4 km de montée à 6 %
- km 196.5 - Col du Rosier - 4,0 km de montée à 5,9 %
- km 209.0 - Côte de la Vecquée - 3,1 km de montée à 5,9 %
- km 226.5 - Côte de La Redoute - 2,1 km de montée à 8,4 %
- km 232.0 - Côte de Sprimont - 1,4 km de montée à 4,7 %
- km 241.5 - Côte de la Roche-aux-faucons - 1,5 km de montée à 9,9 % (4,4 km à 4,1 % en comptant les 2 parties)[4]
- km 255.5 - Côte de Saint-Nicolas - 1,0 km de montée à 11,1 %

L'arrivée dans la commune d'Ans est précédée d'une autre côte d'un kilomètre environ, non répertoriée.

### Équipes participantes
| ProTeams (17)- Liquigas - Caisse d'Épargne - CSC - Quick Step - Gerolsteiner - Rabobank - Lampre - Saunier Duval-Scott - High Road - Bouygues Telecom - Euskaltel-Euskadi - AG2R-La Mondiale - La Française des jeux - Crédit agricole - Silence-Lotto - Cofidis-Le Crédit par Téléphone - Team Milram Équipes continentales professionnelles (7)- Agritubel - Topsport Vlaanderen - Barloworld - Tinkoff Credit Systems - Cycle Collstrop - Slipstream-Chipotle - Skil-Shimano |
| |

## Récit de la course

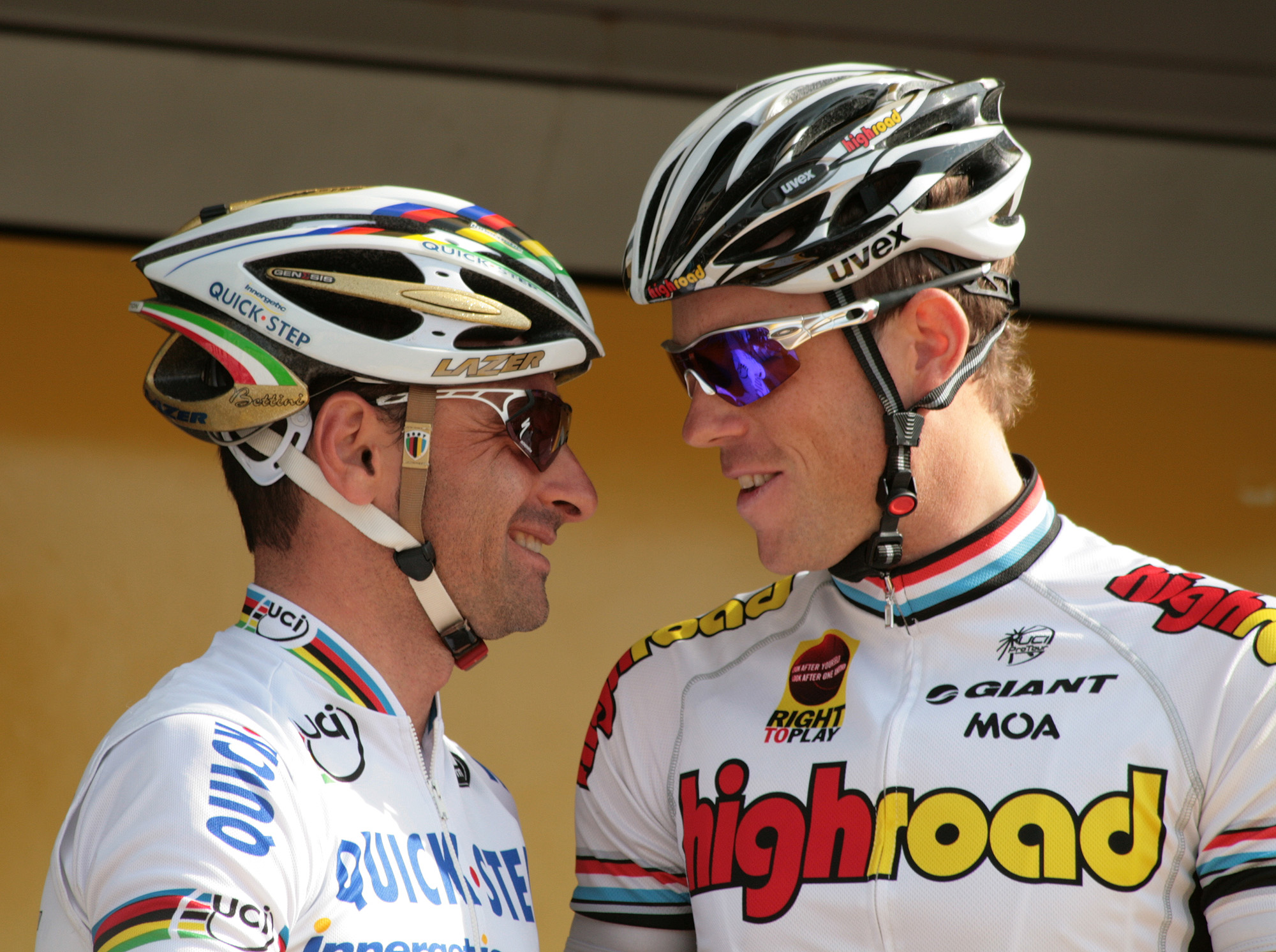
Bettini et Kirchen au départ

La grande échappée de la course démarre après trente kilomètres. Composée de Tom Stubbe, Markus Fothen, David Kopp, Pavel Brutt et Pierre Rolland, son écart s'accroît jusqu'à la côte de Ny (11 minutes et 30 secondes). Stubbe, lâché dans la côte de Saint-Roch, est le premier repris par le peloton.
Tandis que l'avance sur le peloton a diminué, le groupe de tête attaque l'enchaînement des côtes de Wanne, Stockeu et de la Haute-Levée. Philippe Gilbert attaque en compagnie de Kjell Carlström avant de lâcher ce dernier et de rattraper Kopp, en difficulté. Alexandr Kolobnev part à son tour en contre mais demeure intercalé entre le peloton et Gilbert, sans parvenir en rentrer sur le Belge. Celui-ci ne connaît pas plus de réussite dans sa tentative de rejoindre le trio de tête, bien que l'écart passe sous la minute. Alors que Rolland distance ses compagnons dans la Côte de La Redoute, Gilbert gravit seul cette difficulté, avant d'être repris non loin du sommet par le peloton à la suite d'une nette accélération de Paolo Bettini. Andy Schleck attaque à son tour, suivi par Stefan Schumacher. À trente kilomètres de l'arrivée, la course est lancée. Le duo revient sur Rolland, tandis que Paolo Bettini tente nouveau sa chance dans la côte du Hornay.
Les hommes de tête abordent la nouvelle côte de la Roche-aux-faucons avec une vingtaine de secondes d'avance. Schumacher ne parvient pas à suivre. Andy Schleck est rejoint par son frère et coéquipier chez CSC Fränk Schleck, Joaquim Rodríguez, Davide Rebellin et Alejandro Valverde. Cadel Evans, Christian Pfannberger et Damiano Cunego sont en poursuite.
Rodriguez est rapidement décroché et le quatuor de tête compte 30 secondes d'avance. À l'approche de la côte de Saint-Nicolas, Andy Schleck attaque. Il aborde l'ascension seul en tête avant d'être rattrapé et débordé par son frère Frank qui attaque à son tour. Il ne parvient cependant pas à se débarrasser de Valverde et Rebellin. Valverde contrôle ses deux compagnons dans le final avant de lancer le sprint dans le dernier kilomètre pour les devancer aisément sur la ligne d'arrivée.
Andy Schleck se classe quatrième à trente secondes, suivi de dix secondes par Pfannberger, Thomas Dekker, bien revenu dans la côte de Saint-Nicolas, et Evans.
Valverde s'impose pour la deuxième fois à Liège après y avoir été le premier vainqueur espagnol en 2006. Il avait été deuxième en 2007.

## Classement final
| \| Classement général \| Classement général \| Classement général \| Classement général \| Classement général \| \| Coureur \| Coureur \| Pays \| Équipe \| Temps \| \| ------------------ \| --------------------- \| ------------------ \| ---------------------------- \| ------------------ \| \| 1er \| Alejandro Valverde \| Espagne \| Caisse d'Épargne \| 6 h 44 min 04 s \| \| 2e \| Davide Rebellin \| Italie \| Gerolsteiner \| + 0 s \| \| 3e \| Fränk Schleck \| Luxembourg \| CSC \| + 0 s \| \| 4e \| Andy Schleck \| Luxembourg \| CSC \| + 30 s \| \| 5e \| Christian Pfannberger \| Autriche \| Barloworld \| + 40 s \| \| 6e \| Thomas Dekker \| Pays-Bas \| Rabobank \| DQ \| \| 7e \| Cadel Evans \| Australie \| Silence-Lotto \| + 40 s \| \| 8e \| Joaquim Rodríguez \| Espagne \| Caisse d'Épargne \| + 48 s \| \| 9e \| Paolo Bettini \| Italie \| Quick Step \| + 1 min 03 s \| \| 10e \| Vincenzo Nibali \| Italie \| Liquigas \| + 1 min 03 s \| \| 11e \| Óscar Freire \| Espagne \| Rabobank \| + 1 min 03 s \| \| 12e \| Kim Kirchen \| Luxembourg \| High Road \| + 1 min 03 s \| \| 13e \| Robert Gesink \| Pays-Bas \| Rabobank \| + 1 min 03 s \| \| 14e \| Benoît Vaugrenard \| France \| La Française des jeux \| + 1 min 03 s \| \| 15e \| Leonardo Piepoli \| Italie \| Saunier Duval-Scott \| + 1 min 03 s \| \| 16e \| Matthew Lloyd \| Australie \| Silence-Lotto \| + 1 min 03 s \| \| 17e \| Karsten Kroon \| Pays-Bas \| CSC \| + 1 min 03 s \| \| 18e \| Rinaldo Nocentini \| Italie \| AG2R-La Mondiale \| + 1 min 03 s \| \| 19e \| Bert De Waele \| Belgique \| Landbouwkrediet-Tönissteiner \| + 1 min 03 s \| \| 20e \| Riccardo Riccò \| Italie \| Saunier Duval-Scott \| + 1 min 03 s \| |                       |            |                              |                 |
| |                       |            |                              |                 |
| |                       |            |                              |                 |
| Classement général |                       |            |                              |                 |
| Coureur | Coureur               | Pays       | Équipe                       | Temps           |
| 1er | Alejandro Valverde    | Espagne    | Caisse d'Épargne             | 6 h 44 min 04 s |
| 2e | Davide Rebellin       | Italie     | Gerolsteiner                 | + 0 s           |
| 3e | Fränk Schleck         | Luxembourg | CSC                          | + 0 s           |
| 4e | Andy Schleck          | Luxembourg | CSC                          | + 30 s          |
| 5e | Christian Pfannberger | Autriche   | Barloworld                   | + 40 s          |
| 6e | Thomas Dekker         | Pays-Bas   | Rabobank                     | DQ              |
| 7e | Cadel Evans           | Australie  | Silence-Lotto                | + 40 s          |
| 8e | Joaquim Rodríguez     | Espagne    | Caisse d'Épargne             | + 48 s          |
| 9e | Paolo Bettini         | Italie     | Quick Step                   | + 1 min 03 s    |
| 10e | Vincenzo Nibali       | Italie     | Liquigas                     | + 1 min 03 s    |
| 11e | Óscar Freire          | Espagne    | Rabobank                     | + 1 min 03 s    |
| 12e | Kim Kirchen           | Luxembourg | High Road                    | + 1 min 03 s    |
| 13e | Robert Gesink         | Pays-Bas   | Rabobank                     | + 1 min 03 s    |
| 14e | Benoît Vaugrenard     | France     | La Française des jeux        | + 1 min 03 s    |
| 15e | Leonardo Piepoli      | Italie     | Saunier Duval-Scott          | + 1 min 03 s    |
| 16e | Matthew Lloyd         | Australie  | Silence-Lotto                | + 1 min 03 s    |
| 17e | Karsten Kroon         | Pays-Bas   | CSC                          | + 1 min 03 s    |
| 18e | Rinaldo Nocentini     | Italie     | AG2R-La Mondiale             | + 1 min 03 s    |
| 19e | Bert De Waele         | Belgique   | Landbouwkrediet-Tönissteiner | + 1 min 03 s    |
| 20e | Riccardo Riccò        | Italie     | Saunier Duval-Scott          | + 1 min 03 s    |

En raison d'un contrôle antidopage positif à l'EPO, effectué en décembre 2007 et réanalysé en 2009, les résultats de Thomas Dekker postérieurs au 24 décembre 2007 sont annulés

## Liste des participants
| Liquigas | Caisse d'Épargne | Team CSC |
| - 01. Franco Pellizotti - 02. Valerio Agnoli - 03. Leonardo Bertagnolli - 04. Kjell Carlström - 05. Dario Cataldo - 06. Vladimir Miholjević - 07. Matej Mugerli - 08. Vincenzo Nibali       | - 11. Alejandro Valverde - 12. José Vicente García Acosta - 13. David López García - 14. Alberto Losada - 15. Óscar Pereiro - 16. Joaquim Rodríguez - 17. José Joaquín Rojas - 18. Luis León Sánchez | - 21. Fränk Schleck - 22. Alexandr Kolobnev - 23. Karsten Kroon - 24. Gustav Larsson - 25. Carlos Sastre - 26. Andy Schleck - 27. Chris Anker Sørensen - 28. Nicki Sørensen          |
| Quick Step | Gerolsteiner | Rabobank |
| - 31. Paolo Bettini - 32. Carlos Barredo - 33. Mauro Facci - 34. Leonardo Scarselli - 35. Andrea Tonti - 36. Jurgen Van de Walle - 37. Giovanni Visconti - 38. Maarten Wynants              | - 41. Davide Rebellin - 42. Markus Fothen - 43. Johannes Fröhlinger - 44. Andrea Moletta - 45. Ronny Scholz - 46. Stefan Schumacher - 47. Fabian Wegmann - 48. Oliver Zaugg                          | - 51. Robert Gesink - 52. Mauricio Ardila - 53. Thomas Dekker - 54. Theo Eltink - 55. Óscar Freire - 56. Denis Menchov - 57. Bram Tankink - 58. Laurens ten Dam                      |
| Lampre | Saunier Duval-Scott | Team High Road |
| - 61. Damiano Cunego - 62. Paolo Bossoni - 63. Francesco Gavazzi - 64. Marco Marzano - 65. Daniele Righi - 66. Simon Špilak - 67. Mauro Santambrogio - 68. Paolo Tiralongo                  | - 71. Riccardo Riccò - 72. David de la Fuente - 73. Jesús del Nero Montes - 74. José Ángel Gómez Marchante - 75. Josep Jufré - 76. Leonardo Piepoli - 77. Alberto Fernández - 78. Rubén Lobato       | - 81. Kim Kirchen - 82. Michael Barry - 83. Edvald Boasson Hagen - 84. Gerald Ciolek - 85. Scott Davis - 86. Adam Hansen - 87. František Raboň - 88. Vicente Reynés                  |
| Bouygues Telecom | Euskaltel-Euskadi | Agritubel |
| - 91. Jérôme Pineau - 92. Xavier Florencio - 93. Perrig Quéméneur - 94. Laurent Lefèvre - 95. Matthieu Sprick - 96. Yury Trofimov - 97. Johann Tschopp - 98. Thomas Voeckler                | - 101. Mikel Astarloza - 102. Javier Aramendia - 103. Jorge Azanza - 104. Aitor Galdós - 105. Iñaki Isasi - 106. Egoi Martínez - 107. Juan José Oroz - 108. Rubén Pérez                              | - 111. Christophe Moreau - 112. Freddy Bichot - 113. Maxime Bouet - 114. Steven Caethoven - 115. Kevyn Ista - 116. Christophe Rinero - 117. Benoît Salmon - 118. Nicolas Vogondy     |
| AG2R La Mondiale | La Française des jeux | Crédit agricole |
| - 121. Rinaldo Nocentini - 122. José Luis Arrieta - 123. Hubert Dupont - 124. Vladimir Efimkin - 125. John Gadret - 126. Julien Loubet - 127. Rene Mandri - 128. Tadej Valjavec             | - 131. Philippe Gilbert - 132. Mikaël Cherel - 133. Yoann Le Boulanger - 134. Guillaume Levarlet - 135. Jérémy Roy - 136. Tom Stubbe - 137. Jelle Vanendert - 138. Benoît Vaugrenard                 | - 141. Simon Gerrans - 142. Pietro Caucchioli - 143. Jonathan Hivert - 144. Christophe Le Mével - 145. Maxime Méderel - 146. Remi Pauriol - 147. Nicolas Roche - 148. Pierre Rolland |
| Topsport Vlaanderen | Silence-Lotto | Cofidis |
| - 151. Koen Barbé - 152. Johan Coenen - 153. Maarten Neyens - 154. Serge Pauwels - 155. Sven Renders - 156. Preben Van Hecke - 157. Frederik Veuchelen - 158. Kristof Vandewalle            | - 161. Cadel Evans - 162. Mario Aerts - 163. Christophe Brandt - 164. Dario Cioni - 165. Pieter Jacobs - 166. Matthew Lloyd - 167. Yaroslav Popovych - 168. Jurgen Van den Broeck                    | - 171. Maxime Monfort - 172. Stéphane Augé - 173. Florent Brard - 174. Mickaël Buffaz - 175. Leonardo Duque - 176. Yann Huguet - 177. Amaël Moinard - 178. David Moncoutié           |
| Barloworld | Tinkoff Credit Systems | Landbouwkrediet |
| - 181. Mauricio Soler - 182. John-Lee Augustyn - 183. Giampaolo Cheula - 184. Steve Cummings - 185. Moisés Dueñas - 186. Christopher Froome - 187. Christian Pfannberger - 188. Hugo Sabido | - 191. Mikhail Ignatiev - 192. Pavel Brutt - 193. Nikita Eskov - 194. Alexander Gottfried - 195. Vasil Kiryienka - 196. Luca Mazzanti - 197. Evgueni Petrov - 198. Alexander Serov                   | - 201. Andy Cappelle - 202. Bert De Waele - 203. Sébastien Delfosse - 204. Benjamin Gourgue - 205. Steven Kleynen - 206. Jan Kuyckx - 157. Bert Scheirlinckx - 158. Nico Sijmens     |
| Cycle Collstrop | Slipstream Chipotle | Team Milram |
| - 211. Steffen Wesemann - 212. Tom Criel - 213. Michał Gołaś - 214. David Kopp - 215. Sergueï Lagoutine - 216. Marco Marcato - 217. Mirko Selvaggi - 218. Kenny Van Der Schueren            | - 221. David Millar - 222. Jason Donald - 223. Huub Duyn - 224. Ryder Hesjedal - 225. Christophe Laurent - 226. Daniel Martin - 227. Jonathan Patrick McCarty - 228. Kilian Patour                   | - 231. Igor Astarloa - 232. Artur Gajek - 233. Andriy Grivko - 234. Matej Jurčo - 235. Christian Knees - 236. Dominik Roels - 237. Sebastian Schwager - 238. Peter Velits            |
| Skil-Shimano | | |
| - 241. Fumiyuki Beppu - 242. Ji Cheng - 243. Maarten den Bakker - 244. Yukihiro Doi - 245. Floris Goesinnen - 246. Thierry Hupond - 247. Piet Rooijakkers - 248. Albert Timmer              | | |

## Couverture médiatique
Les deux diffuseurs télévisuels de la course en Belgique, la VRT via Sporza et RTBF, en sont également des partenaires officiels. La Une, chaîne du groupe RTBF, a enregistré une nette hausse de l'audience de l'épreuve par rapport à 2007, avec 287 143 téléspectateurs (soit 77 000 téléspectateurs de plus qu'en 2007) et une part d'audience de 43,7 %.